# Joel Keller
Joel S. Keller es un actor canadiense, más conocido por haber interpretado a Ed Oosterhuis en la serie Blue Murder.

## Carrera
Apareció en comerciales de las hamburguesas de McDonald's.
En 1997 apareció en la película The Hanging Garden, donde interpretó a Fletcher. En 1999 apareció en la película Crime in Connecticut: The Story of Alex Kelly, donde interpretó a Craig Warren.
En 2001 se unió al elenco principal de la serie policíaca Blue Murder, donde interpretó al detective Ed Oosterhuis hasta el final de la serie en 2004. En 2006 apareció en la película para la televisión The Path to 9/11, donde interpretó a Peter Zatewski; la película dramatizó el atentado con bombas de 1993 contra el World Trade Center y los acontecimientos que condujeron a los hechos del 11 de septiembre de 2001. Ese mismo año participó en el torneo de golf "Bell Celebrity Classic". En 2007 apareció en la primera temporada de la serie Durham County, donde dio vida a Jake Sharpe. En 2009 obtuvo un pequeño papel en la película Whiteout, donde interpretó a oficial corrupto Jack.
En 2013 se unió al elenco principal de la serie Bitten, donde interpreta al hombre lobo Peter Myers.

## Filmografía
Series de televisión
| Año         | Título                                   | Personaje          | Notas                                          |
| ----------- | ---------------------------------------- | ------------------ | ---------------------------------------------- |
| 2014        | Bitten                                   | Peter Myers        | 4 episodios                                    |
| 2013        | Beauty & the Beast                       | Charlie McWenstle  | episodio "Hothead"                             |
| 2013        | The Listener                             | Max Hauser         | episodio "The Illustrated Woman"               |
| 2013        | Saving Hope                              | Padre de Emma      | episodio "Little Piggies"                      |
| 2012        | Cybergeddon Zips                         | Jim McCluskey      | episodio "McCluskey"                           |
| 2012        | Cybergeddon                              | Jim McCluskey      | 2 episodios                                    |
| 2010        | Men with Brooms                          | Bill               | 12 episodios                                   |
| 2009 - 2010 | The Dating Guy                           | Rudolph            | 3 episodios                                    |
| 2010        | The Bridge                               | Taylor Church      | episodio "Killer Debt"                         |
| 2008        | Murdoch Mysteries                        | Thomas Merrick     | episodio "'Til Death Do Us Part"               |
| 2007        | Durham County                            | Jake Sharpe        | 4 episodios                                    |
| 2006        | Instant Star                             | Director           | episodio "Problem Child"                       |
| 2005        | Show Me Yours                            | Darryl             | episodio "The F-Word"                          |
| 2005        | Sue Thomas: F.B.Eye                      | -                  | episodio "Mind Games"                          |
| 2004        | Kevin Hill                               | Andrew Klein       | episodio "Pilot"                               |
| 2001 - 2004 | Blue Murder                              | Det. Ed Oosterhuis | 52 episodios                                   |
| 2000        | La Femme Nikita                          | Corman             | episodio "Catch a Falling Star"                |
| 1999        | Animorphs                                | Controlador        | 2 episodios                                    |
| 1999        | Storm of the Century                     | Cal Freese         | 2 episodios - miniserie                        |
| 1999        | The City                                 | Nathan Harvey      | episodio "Dark Horses"                         |
| 1996        | Kung Fu: The Legend Continues            | Laettner           | episodio "Blackout"                            |
| 1996        | PSI Factor: Chronicles of the Paranormal | Strother           | episodio "Transient, The/Two Lost Old Men"     |
| 1995        | The Hardy Boys                           | Bobby Green        | episodio "Play Ball"                           |
| 1995        | Are You Afraid of the Dark?              | Lucas              | episodio "The Tale of the Unfinished Painting" |
| 1995        | Forever Knight                           | Matthew Neary      | episodio "Strings"                             |
| 1992        | E.N.G.                                   | Darryl Reynolds    | episodio "Two for the Show"                    |
| 1990        | Road to Avonlea                          | Pincher            | episodio "Aunt Hetty's Ordeal"                 |

Películas
| Año  | Título                                        | Personaje           | Notas |
| ---- | --------------------------------------------- | ------------------- | --- |
| 2013 | The Privileged                                | Matt Lynley         | junto a Sam Trammell, Jonathan Keltz, Joshua Close, Laura Harris, Lina Roessler & David Richmond-Peck    |
| 2013 | Jack                                          | Karl Bélanger       | junto a Rick Roberts, Sook-Yin Lee, Zachary Bennett, Wendy Crewson & Judah Katz                          |
| 2012 | A Christmas Song                              | Gary                | junto a Natasha Henstridge, Gabriel Hogan, Amanda Thomson, Brittany Adams & Jack Ettlinger               |
| 2009 | Whiteout                                      | Jack                | junto a Kate Beckinsale, Gabriel Macht, Tom Skerritt, Columbus Short, Alex O'Loughlin & Shawn Doyle      |
| 2007 | Song of Slomon                                | Padre Connor        | corto - junto a Michael D. Cohen, Danny Wells, Rebecca Addelman, Divine Brown & David Frisch             |
| 2007 | All Hat                                       | Dean Calder         | junto a Luke Kirby, Keith Carradine, Noam Jenkin, Lisa Ray, Rachael Leigh Cook & David Alpay             |
| 2007 | Savage Planet                                 | Duncan West         | junto a Sean Patrick Flanery, Reagan Pasternak, Roman Podhora, James McGowan & Kevin Hanchard            |
| 2006 | The Path to 9/11                              | Peter Zatewski      | junto a Harvey Keitel, Michael Benyaer, Wendy Crewson, Shirley Douglas, Kevin Dunn & Nabil Elouahabi     |
| 2005 | The Man                                       | Hombre en la Laptop | junto a Samuel L. Jackson, Eugene Levy, Miguel Ferrer, Luke Goss, Susie Essman & Anthony Mackie          |
| 2003 | The Piano Man's Daughter                      | Neddy Harrison      | junto a Wendy Crewson, Christian Campbell, Marnie McPhail, R.H. Thomson & Sarah Strange                  |
| 2002 | Scared Silent                                 | Todd Bakelin        | junto a Penelope Ann Miller, Reed Diamond, Liisa Repo-Martell, Andrew Jackson & Shannon Lawson           |
| 2001 | Murder Among Friends                          | Mark Woodruff       | junto a Donnamarie Recco, Greg Evigan, Jennie Raymond, Jeff Geddis, Andrew Kraulis & James Thomas        |
| 2001 | The Art of Woo                                | Patrick Aucoin      | junto a Sook-Yin Lee, Adam Beach, Alberta Watson & Kelly Harms                                           |
| 2000 | One Kill                                      | O'Connell           | junto a Anne Heche, Sam Shepard, Eric Stoltz, Kate McNeil, Bill MacDonald & Sean Bell                    |
| 1999 | Brotherhood of Murder                         | Larry Martin        | junto a William Baldwin, Peter Gallagher, Kelly Lynch, Zack Ward & Vincent Gale                          |
| 1999 | The Life Before This                          | Kevin               | junto a Catherine O'Hara, Joe Pantoliano, Stephen Rea, David Hewlett, Leslie Hope, & Callum Keith Rennie |
| 1999 | Crime in Connecticut: The Story of Alex Kelly | Craig Warren        | junto a Matthew Settle, Cassidy Rae, Barry Flatman, Wanda Cannon & Allan Royal                           |
| 1999 | The Wrong Girl                                | Brian Fisher        | junto a Barbara Mandrell, Jonathan Scarfe, Zoe McLellan, Barry Flatman & Stacie Mistysyn                 |
| 1998 | Sleeping Dogs Lie                             | Cole Willis         | junto a Wendy Crewson, Shawn Doyle, Shannon Lawson & Cedric Smith                                        |
| 1998 | Altarpiece                                    | Piloto              | corto - junto a Gabrielle Rose & Krista Bridges                                                          |
| 1997 | Balls Up                                      | Max                 | junto a Albert Schultz, Torri Higginson, Ellen Dubin, Pam Hyatt & Jonathan Potts                         |
| 1997 | The Hanging Garden                            | Fletcher            | junto a Chris Leavins, Peter MacNeill, Ian Parsons, Kerry Fox & Mark Austin                              |
| 1997 | In His Father's Shoes                         | Ron                 | junto a Louis Gossett Jr., Barbara Eve Harris, Rachael Crawford, A. J. Cook & Shadia Simmons             |
| 1995 | Net Worth                                     | Matt                | junto a Aidan Devine, Kevin Conway, Carl Marotte, Dan Lett & Michael J. Reynolds                         |
| 1994 | PCU                                           | Bailarín            | junto a Jeremy Piven, Chris Young, Megan Ward, David Spade, Jon Favreau & Alex Désert                    |
| 1991 | The Reckoning                                 | Joven Dennis        | junto a Michael Beck, Catherine Colvey, Maurice Dean Wint, J. Winston Carroll & Patricia Collins         |

Director y productor
| Año  | Título       | Notas                        |
| ---- | ------------ | ---------------------------- |
| 2013 | Bejide       | corto - director & productor |
| 2002 | Past Present | corto - productor ejecutivo  |

Narrador
| Año  | Título         | Notas    |
| ---- | -------------- | -------- |
| 2013 | Mega Shredders | narrador |